# Darja Stolarowa
Darja Leonidowna Stolarowa (w l. 2012-2015 Isajewa) (ros. Дарья Леонидовна Столярова) (ur. 29 marca 1990 roku w Moskwie) – rosyjska siatkarka, reprezentantka kraju, grająca na pozycji atakującej. Od sezonu 2020/2021 występuje w drużynie Leningradka Petersburg.

## Sukcesy klubowe
Mistrzostwo Rosji:
- 2010, 2018, 2019
- 2009, 2017

Puchar Rosji:
- 2016, 2018

Puchar CEV:
- 2017

Superpuchar Rosji:
- 2017, 2018

## Sukcesy reprezentacyjne
Letnia Uniwersjada:
- 2011

Volley Masters Montreux:
- 2013

Mistrzostwa Europy:
- 2013

## Nagrody indywidualne
- 2013: Najlepsza zagrywająca turnieju Volley Masters Montreux